# Сосновка (Хілоцький район)
Сосно́вка (рос. Сосновка) — село у складі Хілоцького району Забайкальського краю, Росія. Входить до складу Хілоцького міського поселення.

## Населення
Населення — 21 особа (2010; 9 у 2002).
Національний склад (станом на 2002 рік):
- росіяни — 100 %